# Wim du Chatinier
Willem (Wim) du Chatinier (Den Haag, 5 december 1937 – Roosendaal, 30 mei 2014) was een Nederlands politicus van de KVP en later het CDA.
Na de hbs vervulde hij van 1958 tot 1960 zijn militaire dienstplicht bij de artillerie. Daarna was hij eerst vier jaar kort-verband vrijwilliger (kvv'er) bij de landmacht en vervolgens vier jaar bij de luchtmacht. Tijdens dat dienstverband studeerde hij tot 1967 in de avonduren economie aan de Nederlandse Economische Hogeschool (NEH) in Rotterdam, waar hij in 1964 kandidaatsexamen deed. Verder was hij actief binnen de KVP. Bij de KVP-Jongeren was hij vanaf 1964 gewoon bestuurslid en van 1966 tot 1967 penningmeester. Du Chatinier was lid van de Haagse gemeenteraad van midden 1967 tot eind 1981. Daarnaast was hij van 1969 tot 1971 adjunct-secretaris Raad voor de Volkshuisvesting van het ministerie van Volkshuisvesting en Ruimtelijke Ordening en vervolgens - met een korte onderbreking - van 1971 tot 1977 lid van de Tweede Kamer. Vanaf september 1978 was hij bijna twee jaar wethouder in Den Haag. In december 1981 werd Du Chatinier burgemeester van Rucphen, wat hij tot november 2000 zou blijven, toen hij vervroegd met pensioen ging. Hij overleed in 2014 op 76-jarige leeftijd.